# Dub červený
Dub červený (Quercus rubra) je statný opadavý listnatý strom z čeledi bukovitých, původním výskytem ve východní části Severní Ameriky.
Jedná se o okrasnou parkovou dřevinu a díky dobrým růstovým vlastnostem je využívána i jako lesní dřevina. Pak je zpracovávána jako palivo, obkladový podlahový materiál a pro výrobu nábytku.
Dub červený je hojně využíván v parcích celé Evropy od 20. let 18. století. Do českých zemí byl zaveden v 90. letech 19. století. V České republice se s ním lze setkat v parcích i lesích. Odborníky je považován za nebezpečný invazní druh a nejvýznamnější invazivní hrozbu pro české lesy.

## Popis
Název tohoto druhu dub červený (Quercus rubra) je odvozen od charakteristické barvy jeho listů na podzim. Listy jsou matné s 3-5 laloky, které jsou odděleny zářezy sahajícími skoro až do poloviny listu. Každý lalok je zakončen trojicí úzkých špiček. Řapík listů je 2–5 cm dlouhý, do červena zbarvený a tloustnoucí směrem k bázi. Strom samotný má mohutný kmen s nízce se rozvětvujícími větvemi.
Samčí květy jsou tyčinky ve svazcích v řídkých jehnědách, samičí květy v číšce (kopule) na stopkách v jednotlivých svazečcích. Jsou větrosnubné. Doba květu zpravidla květen. Plodem je žalud. U mladých stromů je žalud charakteristicky červený, u starších stromů je zbarvení do hněda.
Dorůstá výšky 25–40 m a dožívá se 300–500 let.

## Ekologie
Ve své domovině přirozeně roste v listnatých a smíšených lesích mírného pásu. V některých regionech České republiky dochází k agresivně expanzivnímu chování dubu červeného. Vzhledem k nadměrné kyselosti spadaných listů dubu červeného dochází k zamezení růstu ostatních domácích dřevin a rostlin. Jedním z míst, které jsou silně zasaženy je Pastýřská stěna v Děčíně. Zde došlo i k chemickému odstraňování náletů dubu červeného.

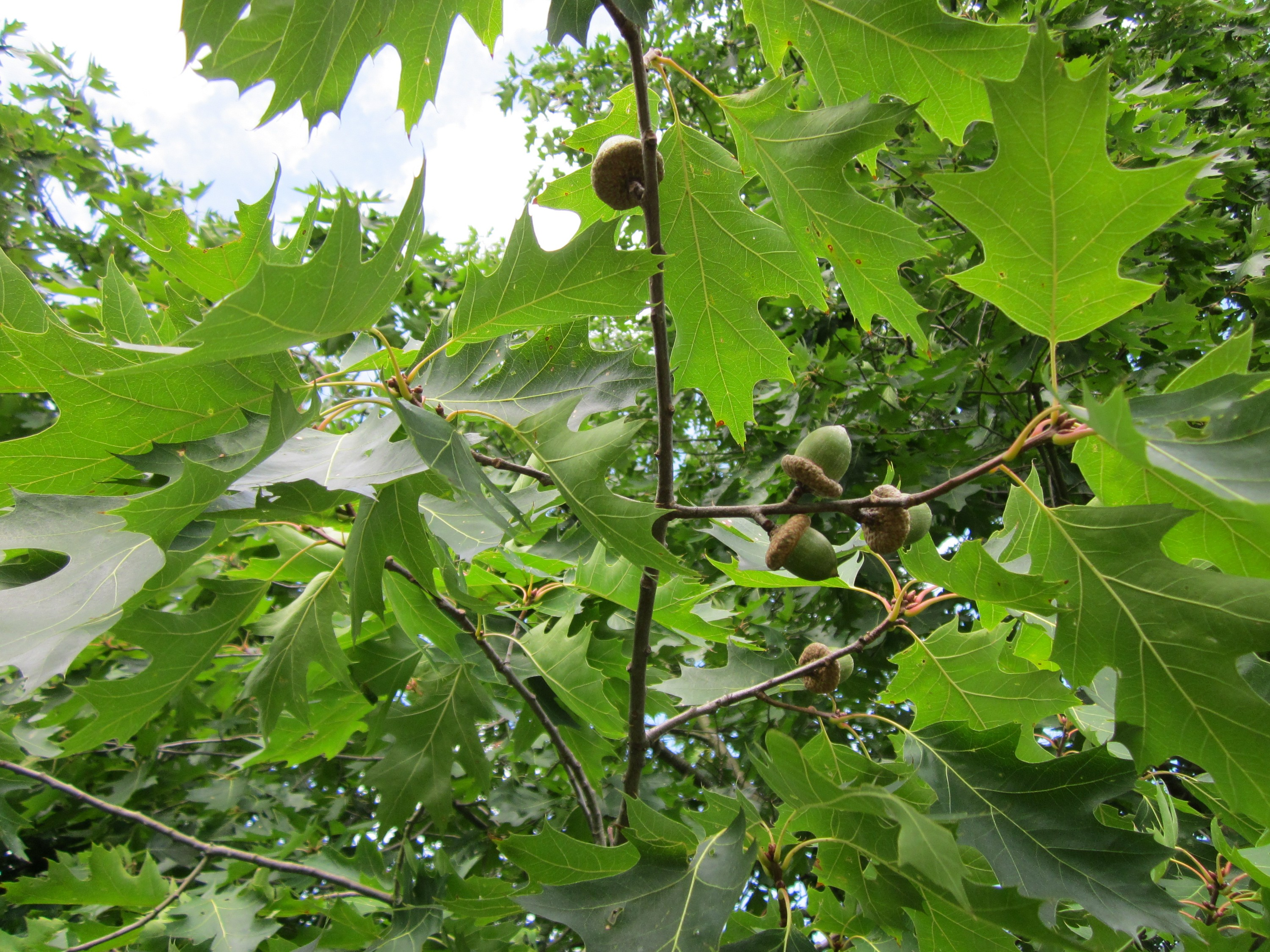
Listy dubu červeného
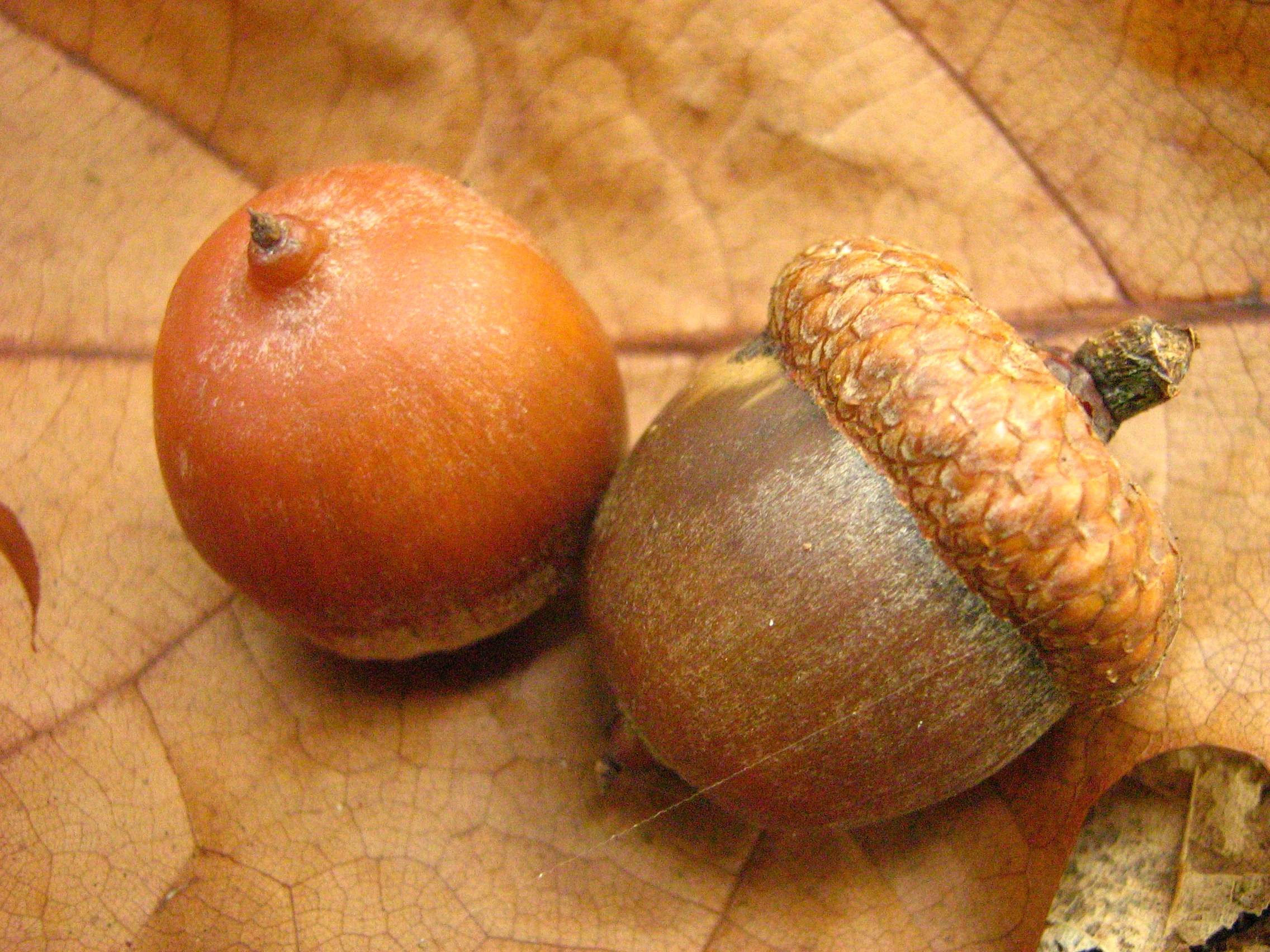
Žaludy dubu červeného
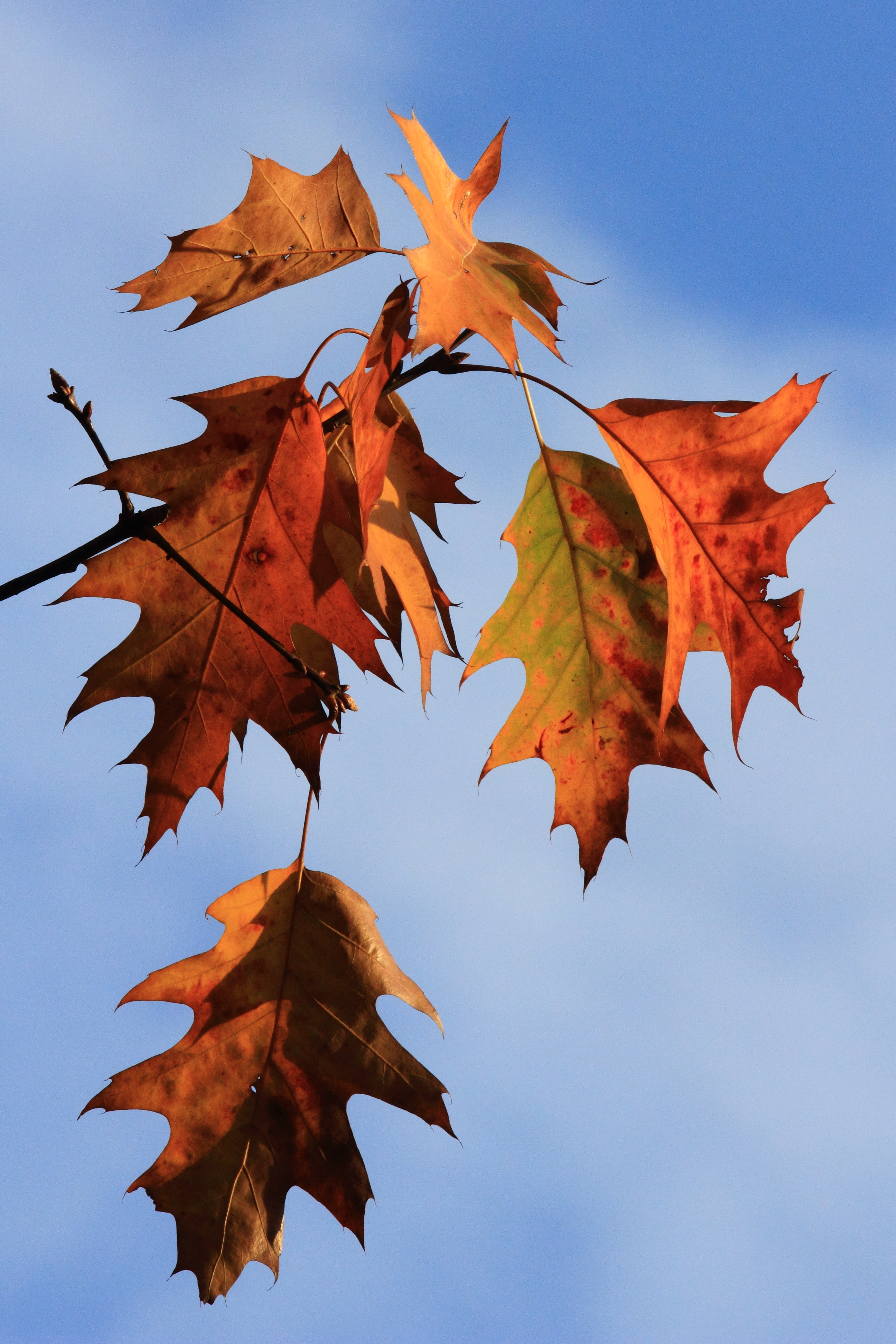
Podzimní zbarvení dubu červeného
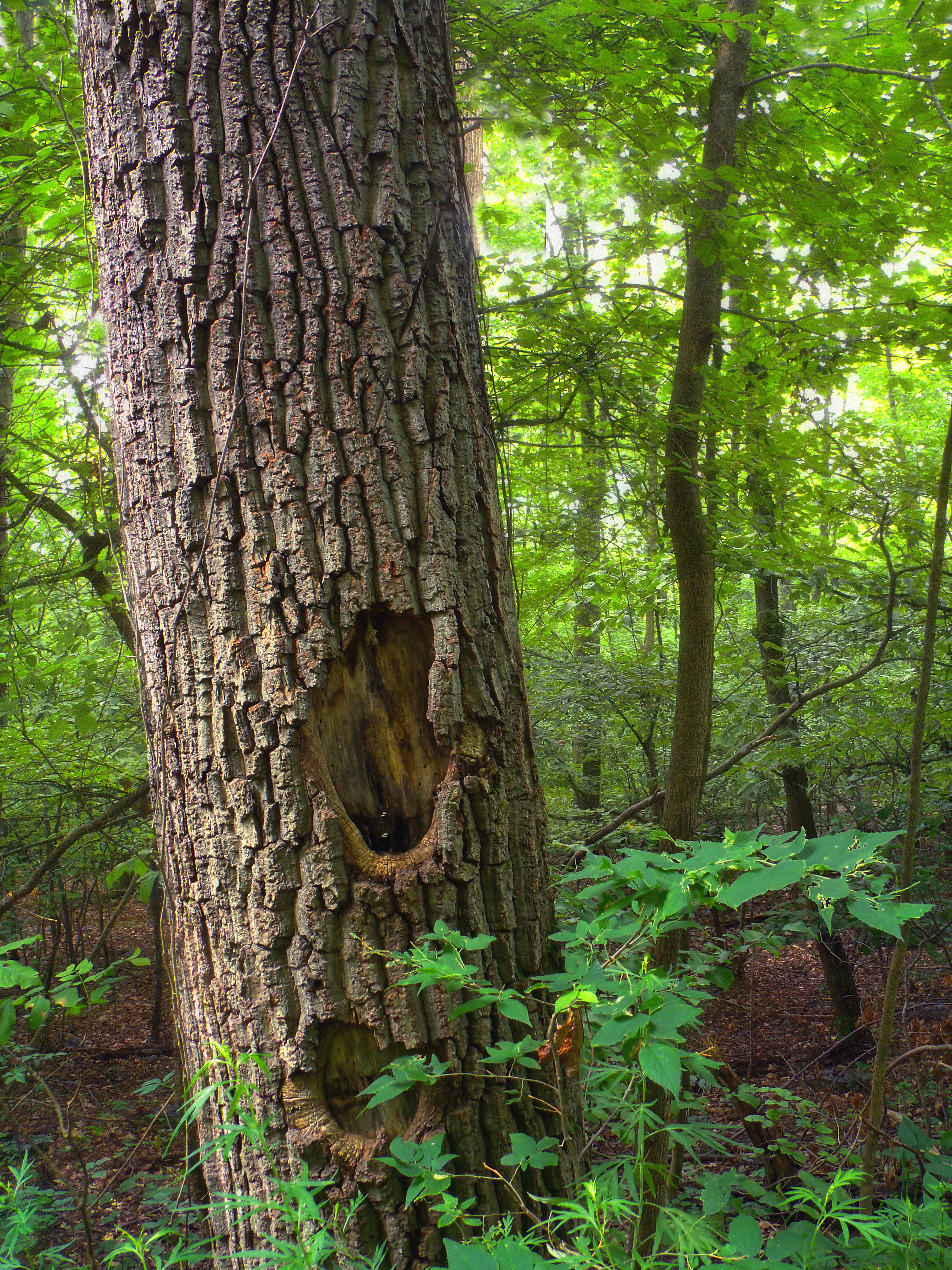
Kmen dubu červeného

## Zajímavosti
V oblasti Jablunkova v České republice se nacházejí památné stromy dubu červeného.